# Épée (contre-torpilleur)
Pour les articles homonymes, voir Épée.
L'Épée est l’un des quatre contre-torpilleurs de classe Framée construits pour la marine française au début du XXe siècle. Pendant la Première Guerre mondiale, le navire a servi en mer Méditerranée. Il a survécu à la guerre pour être rayé du registre naval le 1er octobre 1920.

## Conception
Les navires de classe Framée avaient une longueur totale de 58,2 mètres, un maître-bau de 6,31 mètres et un tirant d'eau de 3,03 mètres. Ils avaient un déplacement de 319 tonnes à pleine charge. Les deux machines à vapeur à triple expansion, chacune entraînant un arbre d'hélice, produisaient un total de 4200 à 5200 chevaux-vapeur (3132 à 3878 kW) en utilisant la vapeur fournie par quatre chaudières à tubes d'eau. Les navires avaient une vitesse nominale de 26 nœuds (48 km/h). L'Épée a atteint une vitesse de 26,19 nœuds (48,50 km/h) lors de ses essais en mer le 1er juillet 1901. Les navires transportaient suffisamment de charbon pour leur donner une autonomie de 2055 milles marins (3806 km) à 10 nœuds (19 km/h). Leur effectif se composait de quatre officiers et de quarante-quatre hommes du rang.
Les navires de classe Framée étaient armés d’un canon de 65 millimètres à l’avant et de six canons Hotchkiss de 47 millimètres, trois sur chaque bord. Ils étaient équipés de deux tubes lance-torpilles simples de 381 millimètres, l’un entre les cheminées et l’autre à l’arrière. Deux torpilles de rechargement étaient également transportées.

## Carrière
L'Épée fut commandée le 27 octobre 1897 aux Forges et chantiers de la Méditerranée et sa quille fut posée le 12 mai 1898 au chantier naval de Graville-Le Havre. Le navire a été mis à l’eau le 27 juillet 1900 et a effectué ses essais en mer de mai à juillet. Il a été commissionné pour ses essais le 2 janvier et a ensuite été affecté à l’escadre de la Méditerranée.
Lorsque la Première Guerre mondiale commence en août 1914, l'Épée est l’un des chefs (divisionnaire) de la 3e escadrille de sous-marins de la 2e escadre légère basée à Cherbourg, bien que le navire ne soit pas prêt pour le 
service.